# Кулмас
Кулма́с (баш. Ҡолмас) — село в Белорецком районе Республики Башкортостан России. Входит в состав Инзерского сельсовета. 

## География

### Географическое положение
Расстояние до:
- районного центра (Белорецк): 116 км,
- центра сельсовета (Инзер): 31 км,
- ближайшей ж.-д. станции (Инзер): 31 км.

## Население
| 2002 | 2009 | 2010 |
| ---- | ---- | ---- |
| 10   | ↗23  | ↘18  |

Согласно переписи 2002 года, преобладающая национальность — башкиры (100 %).